# Præstekraven
|  | Denne artikel er oprettet af botten Steenthbot ud fra en ekstern database. Den kan derfor have sproglige fejl eller mangler. Denne skabelon kan fjernes efter kontrol af indholdet. |

Præstekraven er en dansk naturfilm fra 1954.

## Handling
Præstekraven er en lille fugl, der lever ved vandet. Den har en hvid og en sort ring omkring halsen; hos den hvidbrystede præstekrave er den sorte ring dog afbrudt foran. Præstekraven kommer til Danmark fra middelhavslandene i marts måned. Den bevæger sig mest i løb og søger sin føde i sand og mudder. Reden er en forddybning i sandet, og hannen og hunne skiftes til at ruge.